# Trofeo Feria de la Vendimia
El Trofeo Feria de la Vendimia es un torneo amistoso realizado desde 2020 por el Xerez CD, para hacer homenaje al antiguo Trofeo de la Vendimia, el cual desde 2014, lo organiza el Xerez DFC, que se hizo con la patente del mismo. El torneo se disputa en pretemporada, normalmente, en agosto.

## Historia

### Trofeo de la Vendimia
El 7 de septiembre de 1952, en el Estadio Domecq, se disputó la primera edición del Trofeo de la Vendimia entre el Xerez CD y el FC Barcelona, el cual ganó el encuentro por 3-6. Dicho torneo no se ha celebrado de forma continua, llegando a desaparecer durante varios periodos de años. Este trofeo es el segundo más antiguo de España, por detrás del Trofeo Teresa Herrera.
En las temporadas 1966/67 y 1968/69, el equipo organizador fue el Jerez Industrial, por ser el equipo de superior categoría por aquellos años.
Desde 2014, el Xerez DFC es el equipo encargado de organizar anualmente el torneo tras la resolución de la Oficina Española de Patentes y Marcas.

### Trofeo Feria de la Vendimia
Tras perder los derechos del torneo, el Xerez CD pasa a celebrar a partir de 2015 el Trofeo Rafa Verdú (Presidente de Honor del equipo) y posteriormente, a partir de 2020, presentó el Trofeo Feria de la Vendimia.

## Ediciones
Desde 2020, se han realizado 4 ediciones de dicho torneo, aunque el organizador, el Xerez CD, solo ha conseguido alzar el trofeo en dos ocasiones. Aunque solo haya salido victorioso en dos ediciones, el Xerez CD se considera decacampeón, convalidando sus pasados triunfos en el Trofeo de la Vendimia.
| Edición | Temporada | Partidos y resultados | Partidos y resultados | Partidos y resultados | Partidos y resultados | Partidos y resultados                                |
| ------- | --------- | --------------------- | --------------------- | --------------------- | --------------------- | ---------------------------------------------------- |
| 1.ª     | 2020/21   | Bandera de España     | Xerez CD              | 2 - 2 (6 - 5 pen)     | Atlético Sanluqueño   | Bandera de España                                    |
| 2.ª     | 2022/23   | Bandera de España     | Xerez CD              | 2 - 2 (1 - 4 pen)     | Marbella FC           | Bandera de España · Bandera de la ciudad de Marbella |
| 3.ª     | 2023/24   | Bandera de España     | Xerez CD              | 0 - 2                 | Betis Deportivo       | Bandera de España                                    |
| 4.ª     | 2024/25   | Bandera de España     | Xerez CD              | 2-0                   | RB Linense            | Bandera de España                                    |
| 5.ª     | 2025/26   | Bandera de España     | Xerez CD              |                       | Juventud Torremolinos | Bandera de España                                    |

### Palmarés
| Equipo          | Títulos | Año        |
| --------------- | ------- | ---------- |
| Xerez CD        | 2       | 2020, 2024 |
| Betis Deportivo | 1       | 2022       |
| Marbella FC     | 1       | 2023       |